# Écriture féminine
Écriture féminine ("escrita feminina"), é um termo cunhado pela feminista e teórica literária francesa Hélène Cixous em seu ensaio de 1975 "O riso de Medusa". Cixous buscava criar um gênero de escrita literária que se desviasse dos estilos tradicionalmente masculinos, examinando a relação entre a inscrição cultural e psicológica do corpo feminino e a diferença feminina na linguagem e no texto. Essa vertente da Teoria literária feminista originou-se na França no início da década de 1970 por meio de Cixous e de outras teóricas como Luce Irigaray, Chantal Chawaf, Catherine Clément e Julia Kristeva, e depois expandida por teóricas como Bracha Ettinger.
Écriture féminine destaca a importância da linguagem para o entendimento psíquico de si. Cixous busca o que Isidore Isou chamou de “significante oculto” na linguagem, capaz de exprimir o inexprimível além dos limites estruturalistas. Ela sugere que estilos mais livres e fluídos, como o fluxo de consciência, têm estrutura e tom mais “femininos” do que modos tradicionais de escrita. A teoria baseia-se em trabalhos psicanalíticos sobre como os humanos entendem seus papéis sociais e expõe como as mulheres, posicionadas como “outras” na ordem simbólica masculina, podem reafirmar sua visão de mundo ao explorar essa alteridade, dentro e fora da consciência feminina.

## Cixous
Hélène Cixous cunhou écriture féminine em "O riso de Medusa" (1975), onde afirma que “a mulher deve escrever-se: deve escrever sobre as mulheres e levá-las à escrita, de onde foram expulsas tão violentamente quanto de seus corpos”, pois seu prazer sexual foi reprimido. Inspirada por Cixous, a coletânea Laughing with Medusa (2006) analisa coletivamente as obras de Kristeva, Irigaray, Ettinger e Cixous. Mary Klages observa que “teóricas pós-estruturalistas” seria termo mais preciso para esse grupo de mulheres. Cixous fundou os estudos feministas em Vincennes e, ao falar de sua escrita, diz: “Je suis là où ça parle” (“Estou onde a fala ocorre”).
A crítica Elaine Showalter define o movimento como “a inscrição do corpo feminino e da diferença feminina na linguagem e no texto”. Para Cixous, a linguagem não é neutra, mas instrumento de expressão patriarcal; Peter Barry afirma que “a escritora sofre o ônus de usar um meio (a prosa) essencialmente masculino”.
Em palavras de Rosemarie Tong, “Cixous desafiou as mulheres a se escreverem fora do mundo que os homens construíram para elas”.

Quase tudo ainda está por ser escrito por mulheres sobre feminilidade: sobre sua sexualidade, sua complexidade infinita e móvel; sobre suas zonas de prazer...

Para Tong, a escrita masculina, selada pela aprovação social, é “ócio de significado” em comparação ao ímpeto transgressor da escrita feminina.

Escrevam, não se deixem conter por nada: nem pelo homem; nem pela máquina capitalista que impõe seus imperativos; nem por vocês mesmas...

Cixous reconhece que autores masculinos, como James Joyce e Jean Genet, também empregam elementos de écriture féminine.

## Irigaray e Kristeva
Para Luce Irigaray, o prazer sexual feminino (jouissance) não cabe na linguagem “lógica” masculina porque, segundo Kristeva, a linguagem feminina deriva do período pré-óedipiano de fusão mãe-filho — o “semiótico”. Esse “parler femme” ameaça a cultura patriarcal e abre espaço para novas formas criativas de expressão feminina.

## Ettinger
Bracha L. Ettinger desenvolveu, desde 1985, conceitos como esfera matricial, com-paixão, coexistência, coemergência, borderspacing e outros, enfocando a conectividade transsubjetiva por meio da sexualidade feminina e da experiência pré-materna. Seus conceitos são usados em diversos campos, da teoria do cinema à ética e à história da arte.

## Críticas
O enfoque teórico foi criticado como excessivo e “típico francês” por priorizar a teoria em detrimento da ação política. Diana Holmes alerta que o essencialismo do corpo feminino exclui boa parte da escrita das mulheres do cânone feminista.

## Exemplos literários
Pelo receio teórico, poucos críticos arriscaram usar écriture féminine. A. S. Byatt sugere que há “uma onda feminina salina” simbolizando uma linguagem feminina suprimida.